# Laser de corante

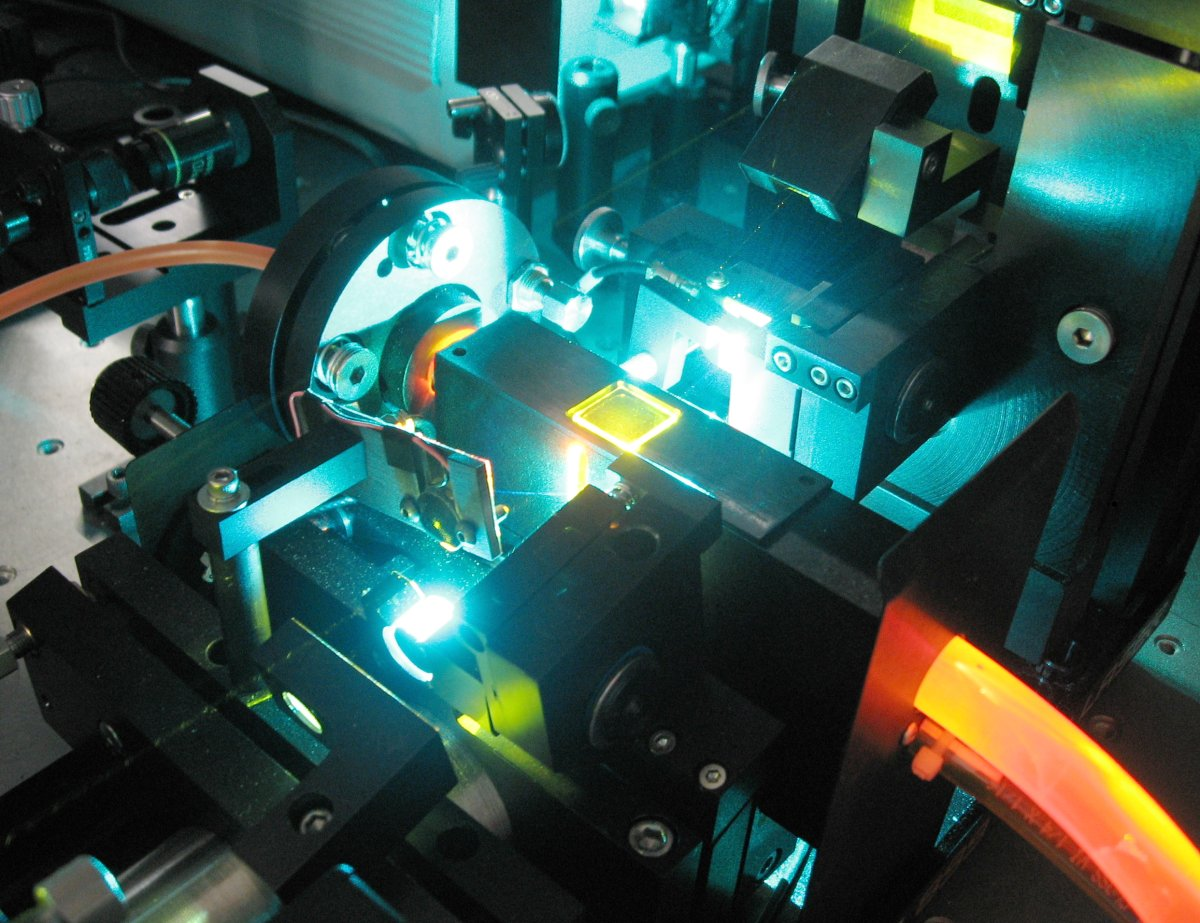
Primeiro plano de um laser de corante baseado no componente químico rodamina 6G, emitindo luz a 580 nm (amarelo-alaranjado). O feixe emitido é visível como um linhas amarelas fracas. A solução laranja entra pela esquerda, e é projetada por um feixe de laser de argônio de frequência de 514 nm (azul-verde). O feixe de laser está no centro da imagem por trás do quadro amarela.

Um laser de corante é um laser que utiliza um corante orgânico como meio ativo, geralmente como solução líquida. Comparado aos gases e à maioria dos meios ativos de estado sólido, um laser de corante pode ser, em geral, utilizado em uma faixa muito mais ampla de comprimentos de onda.

## Histórico
O laser de corante foi descoberto independentemente por Peter Sorokin e Fritz Peter Schäfer (e seus colegas) em 1966.

## Características
Sua grande largura de banda o torna particularmente útil. Além disso, podem ser usadas misturas de corantes de modo a que uma banda sintonizável seja obtida, cuja largura é a combinação da largura de todas as bandas dos corantes iniciais. Isso pode exigir a substituição de certos componentes ópticos do equipamento laser, para evitar a deterioração.
O laser de corante foi o primeiro laser sintonizável e o primeiro laser desta classe em demonstrar emissão de banda estreita e ultra estreita. Geralmente os osciladores para gerar emissão sintonizável de banda estreita são de tipo dispersivo.